# Antonia (żona Pythodorosa)
Antonia – Rzymianka, córka triumwira Marka Antoniusza i jego drugiej żony (a zarazem jego kuzynki) Antonii Hybrydy. Urodzona w 50 p.n.e., data śmierci nieznana, po 29 p.n.e.
Wywód przodków:
| 4. Marek Antoniusz Kretyk   |  |                    |  |  |            |
|                             |  | 2. Marek Antoniusz |  |  |            |
| 5. Julia                    |  |                    |  |  |            |
|                             |  |                    |  |  | 1. Antonia |
| 6. Gajusz Antoniusz Hybryda |  |                    |  |  |            |
|                             |  | 3. Antonia Hybryda |  |  |            |
| 7. NN                       |  |                    |  |  |            |
|                             |  |                    |  |  |            |

Najstarsze dziecko Marka Antoniusza i jedyne z małżeństwa z Antonią Hybrydą. Urodzona i wychowywana w Rzymie. W r. 47 p.n.e. rodzice rozwiedli się. W r. 44 p.n.e. została zaręczona z Markiem Emiliuszem Lepidusem Młodszym synem triumwira Marka Lepidusa. W r. 37 p.n.e. Antoniusz wysłał do Lepidusa swojego wyzwoleńca Kalliasa celem ułożenia małżeństwa. Z nieznanych przyczyn małżeństwo nie doszło do skutku. W r. 36 p.n.e. Antonia poślubiła Pytodorosa z Tralles, bardzo bogatego Greka anatolijskiego. Małżeństwo zaaranżował Antoniusz chcąc użyć jego bogactw do sfinansowania kampanii przeciwko Partii. Po zwycięstwie Oktawiana nad Antoniuszem i Kleopatrą i zdobyciu przez niego Egiptu, Antonia i Pytodoros osiedlili się w Smyrnie (dzisiejszy Izmir w Turcji). W r. 30 lub 29 p.n.e. urodziła córkę Pytodoris. Ta wychowana w Smyrnie stała się później przez małżeństwa królową Pontu i Kapadocji. Jej potomkami byli władcy królestw Pontu, Bosporu, Tracji, Armenii i Judei.

## Potomkowie
- Pytodoris Filometor (x 1. Marek Antoniusz Polemon I Eusebes Soter, król Pontu; x 2. Archelaos I Filopatris Ktistes Soter, król Kappadocji)
  - Artakses III (Zenon) (zm. 54), król Małej Armenii; syn Polemona I
  - Antonia Tryfena; córka Polemona I (x Gajusz Juliusz Kotys VIII, król Tracji)
    - Gajusz Juliusz Remetalkes III (zm. 46), król Tracji
    - Gajusz Juliusz Polemon II Filogermanik Filopatris (zm. 69?), król Pontu i Bosporu
    - Gajusz Juliusz Kotys IX (zm. 54), kr. Małej Armenii
    - Pytodoris II, żona kuzyna Remetalkesa II, króla Tracji
    - Gepaepyris, królowa Bosporu
      - Klaudiusz Mitrydates III (VIII) Filogermanik Filopatris, król Bosporu
      - Tyberiusz Juliusz Kotys I Filokajsar Filoromajos Eusebes, król Bosporu

  - Marek Antoniusz Polemon I Filopator (zm. 40), arcykapłan i władca Olby w Cylicji Trachejskiej; syn Polemona I
    - Marek Antoniusz Polemon II (zm. 70), arcykapłan i władca Olby w Cylicji Trachejskiej